# Nowhere to Run
«Nowhere to Run» («Некуда бежать») — песня американской гёрл-группы Martha and the Vandellas. Вышла в их исполнении отдельным синглом на лейбле Gordy в 1965 году.
Песня была написана и спродюсирована авторским и продюсерским трио Холланд — Дозье — Холланд. Песня рассказывает историю женщины, погрязшней в неудачных любовных отношениях с мужчиной, которого она любит и не может прекратить любить, не может вырваться.
Песня «Nowhere to Run» вышла как сингл в феврале 1965 года, на оборотной стороне была песня «Motoring». Потом вошла в вышедший в апреле третий альбом группы Martha and the Vandellas, который назывался Dance Party.
В США песня достигла 8 места в чарте Billboard Hot 100 и 5 места в жанровом ритм-н-блюзовом чарте того же журнала «Билборд» В Великобритании сингл с этой песней достиг 26 места.

## Премии и признание
В 2004 году журнал Rolling Stone поместил песню «Nowhere to Run» в исполнении группы Martha and the Vandellas на 358 место своего списка «500 величайших песен всех времён». В списке 2011 года песня находится на 367 месте.
Кроме того, в 2014 году британский музыкальный журнал New Musical Express поместил песню «Nowhere to Run» в исполнении группы Martha and the Vandellas на 191 место своего списка «500 величайших песен всех времён».